# Osetno (województwo podlaskie)
Osetno – wieś w Polsce położona w województwie podlaskim, w powiecie łomżyńskim, w gminie Miastkowo.
| SIMC    | Nazwa                | Rodzaj    |
| ------- | -------------------- | --------- |
| 0401874 | Osetno Drogoszewskie | część wsi |
| 0401880 | Osetno Zaruzieńskie  | część wsi |

W latach 1975–1998 miejscowość położona była w województwie łomżyńskim.
Wierni kościoła rzymskokatolickiego należą do parafii Matki Bożej Różańcowej w Miastkowie.